# Acronicta iliensis
Acronicta iliensis là một loài bướm đêm trong họ Noctuidae.